# پانونیا ۱۴۴۴
سیارک ۱۴۴۴ (به انگلیسی: 1444 Pannonia، نامگذاری:1938AE) هزار و چهارصد و چهل و چهارمین سیارک کشف شده‌است که در ۶ ژانویه ۱۹۳۸ کشف شد.
قدر مطلق سیارک برابر ۹٫۱۰ است.